# Tordrillo Mountains
Tordrillo Mountains (pohoří Tordrillo) je malé pohoří v okrese Matanuska-Susitna na Aljašce v USA. Největší hora je Mount Torbert s výškou 3 479 m n. m. Hory jsou vidět z města Anchorage.